# Jan Latham-Koenig
Jan Latham-Koenig (15 de diciembre de 1953) es un director de orquesta británico, destacado en la dirección de óperas y conciertos.  Recibió la Orden del Imperio Británico en 2020 por sus contribuciones a las relaciones culturales entre Rusia y el Reino Unido. En 2024 fue condenado por delitos de pederastia.

## Educación y carrera temprana
Nació en Inglaterra en 1953 y en una familia de origen francés, danés, polaco y mauriciano. Asistió a la Escuela Highgate y después estudió en la Universidad Real de Música en Londres. Ganó importantes premios como pianista y director y la codiciada beca Gulbenkian. En 1976 fundó el Koenig Ensemble y en 1981 decidió dedicarse exclusivamente a la dirección, comenzando así su carrera con la BBC. Hizo un notable debut con Macbeth en la Ópera Estatal de Viena en 1988 y en 1991 fue nombrado director invitado permanente.

## Actuaciones destacadas
Sus actuaciones en ópera y conciertos incluyen la Casa de Ópera Real Covent Jardín, Ópera Nacional inglesa, New Japan Philharmonic, Orquesta Metropolitana de Tokio, Orquesta Filarmónica de Radio de Francia, Orchestre Nacional Bordeaux Aquitaine, Netherlands Radio Philharmonic, Orquesta dell'Arena di Verona, Los Ángeles Philharmonic, Dresden Philharmonic, Rundfunk-Sinfonieorchester Berlín y las orquestas de Westdeutscher Rundfunk, Mitteldeutscher Rundfunk, Sudwestfunk y Baden-Baden en Alemania. Sus presentaciones con la Accademia di Santa Cecilia en Roma han incluido los conciertos de piano del Beethoven con Evgeny Kissin.
Como director de ópera, sus apariciones más importantes incluyen La traviata (Casa de Ópera Real Londres), Macbeth (Savonlinna Festival); Tristán e Iselda y Thaïs (Novaya Moscú de Ópera); Tristan e Iselda y Orfeo ed Euridice (Ópera Nacional de Praga); Otello (Nuevo Teatro Nacional de Tokio); Il viaggio un Reims (Ópera Nacional finlandesa);  yo Puritani (Viena Staatsoper); Billy Budd (Gothenburg Ópera); Venus y Adonis (Teatro Carlo Felice Genova); Tosca (Opéra Nacional de París); Jenůfa y Hamlet (Ópera danesa Real); el estreno chileno de Peter Grimes y yo Lombardi (Orquesta Filarmónica del Teatro Municipal de Santiago). Los éxitos personales adicionales han incluido Diálogos de carmelitas (BBC Proms, Teatro Colon, Buenos Aires, Opéra nacional du Rhin), el último ganando el premio Claude-Rostand de Mejor Producción Regional de 1999 y el Diapason d'or al mejor vídeo de ópera del 2001. Realizó también aclamadas grabaciones.

## Cargos y funciones
Fue director de música de conjuntos y organizaciones que incluyen la Orquesta de Porto (la cual fue fundada a petición del gobierno portugués), el Cantiere Internazionale d'Arte di Montepulciano, el Teatro Massimo di Palermo, la Orquesta Filarmónica y la Opéra en Estrasburgo. Ha sido Conductor Huésped Principal de la Opéra nacional du Rhin, Teatro dell'Ópera di Roma, Filarmónica del Teatro Regio di Torino y fue fundador y director artístico del Young Janáček Philharmonic.
En agosto del 2011 fue nombrado Director Artístico de la Ópera Novaya, Moscú, siendo el primer director británico en desempeñar un papel tan importante en una compañía de ópera rusa. También es Director Artístico de la Orquesta Filarmónica de la UNAM, Ciudad de México y de la Orquesta Sinfónica de Flandes, Brujas. El 19 de septiembre de 2022 fue designado Director Titular del Teatro Colón de la Ciudad de Buenos Aires, Argentina, comenzando a ejercer sus funciones a partir de 2023. 

## Acusaciones y juicio por pederastia
El 12 de enero de 2024 fue cesado en sus funciones en el Teatro Colón de la Ciudad de Buenos Aires, Argentina, por causa de las acusaciones de abuso de menores en su contra, que desencadenaron un proceso judicial en el Reino Unido. El 28 de mayo de 2024 fue condenado a prisión; la pena ha sido suspendida.